# 바둑TV
바둑TV는 재단법인 한국기원이 운영하는 방송채널사업자다.

## 역사
정식 개국 이전인 지상파 3사(KBS, MBC, SBS)에서 주말 아침 혹은 심야 시간대 바둑 정보 프로그램이었다. 1995년 12월 1일에 케이블 TV 채널이 정식 개국하였으며, 1999년 10월 1일에 하루 24시간 방송을 개시하였고, 2016년 1월 1일에 CJ E&M에서 한국기원으로 매각되어 한국기원 산하 채널이 되었다.

## 방송 시간
- 1995년 12월 1일 ~ 1996년 11월 30일 : 매일 오전 10시 ~ 새벽 1시
- 1996년 12월 1일 ~ 1997년 4월 30일 : 매일 오전 10시 ~ 새벽 3시 30분
- 1997년 5월 1일 ~ 1999년 9월 30일 : 평일 오전 10시 ~ 새벽 4시 30분, 주말 오전 8시 ~ 새벽 4시 30분
- 1999년 10월 1일 ~ 현재 : 하루 24시간 종일 방송

## 같이 보기
- K-바둑